# Летбридж
Ле́тбридж (англ. Lethbridge) — місто (127,19 км²) в південній Альберті у Канаді. 49°41′39″ пн. ш. 112°49′58″ зх. д. / 49.69417° пн. ш. 112.83278° зх. д.. Річка Олдмен (англ. Old Man River) тече через місто. Місто налічує 95 196 мешканців (2006) зі щільністю (127,19/км²).

## Освіта
У Летбриджі знаходиться Летбриджський університет.

## Відомі люди
- Конрад Бейн (1923—2013) — канадо-американський актор.
- Бертрам Брокгауз — нобелівський лауреат з фізики.
- От Еріксон — канадський хокеїст.
- Джон Макміллан — канадський хокеїст.

## Галерея

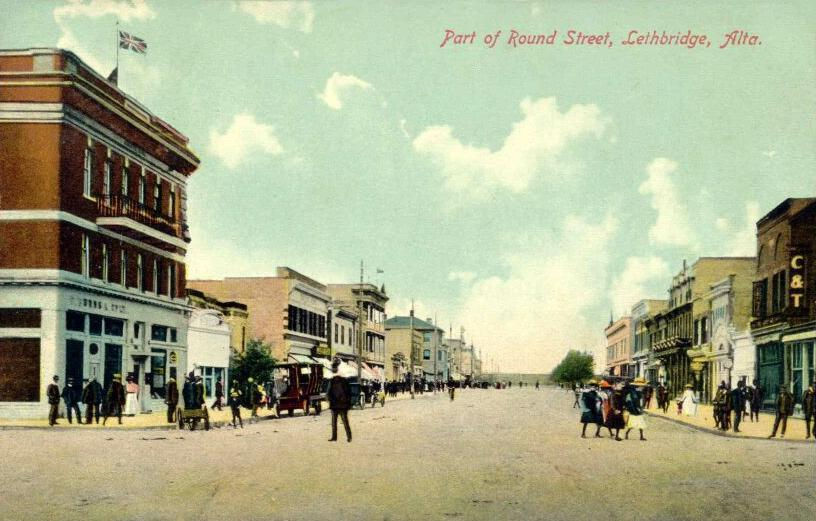
Раунд-стріт (1911)
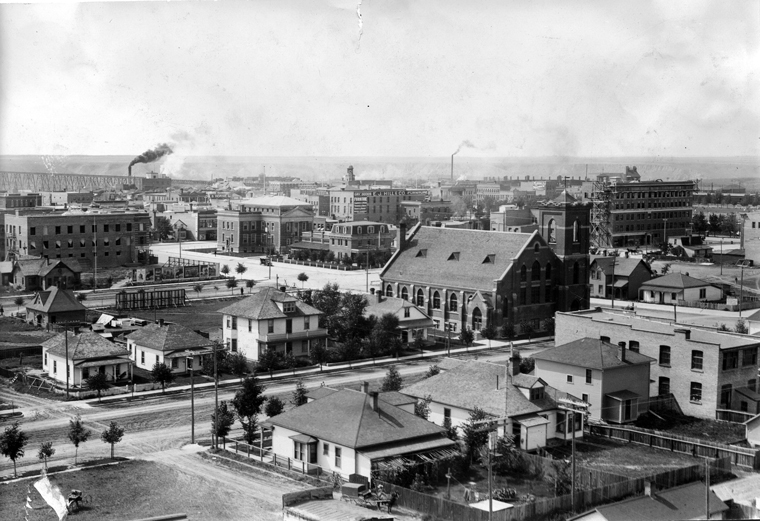
Центр міста (1911)
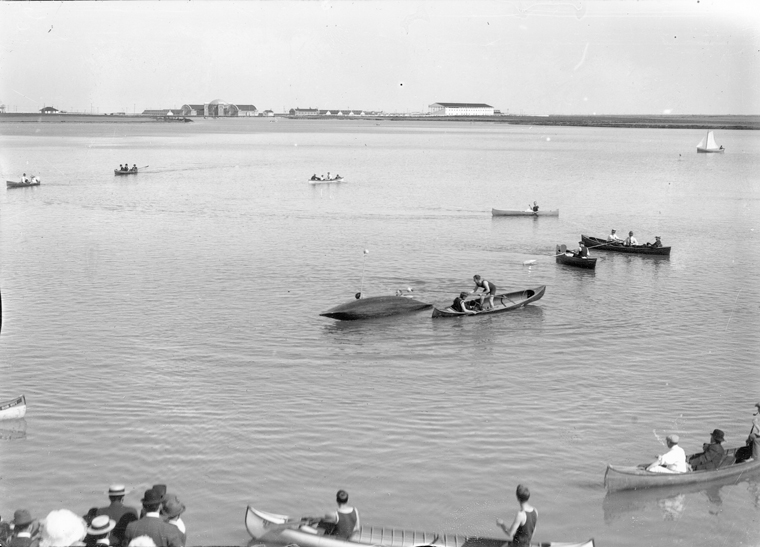
Човни на Гендерсон-Лейк (бл. 1912)
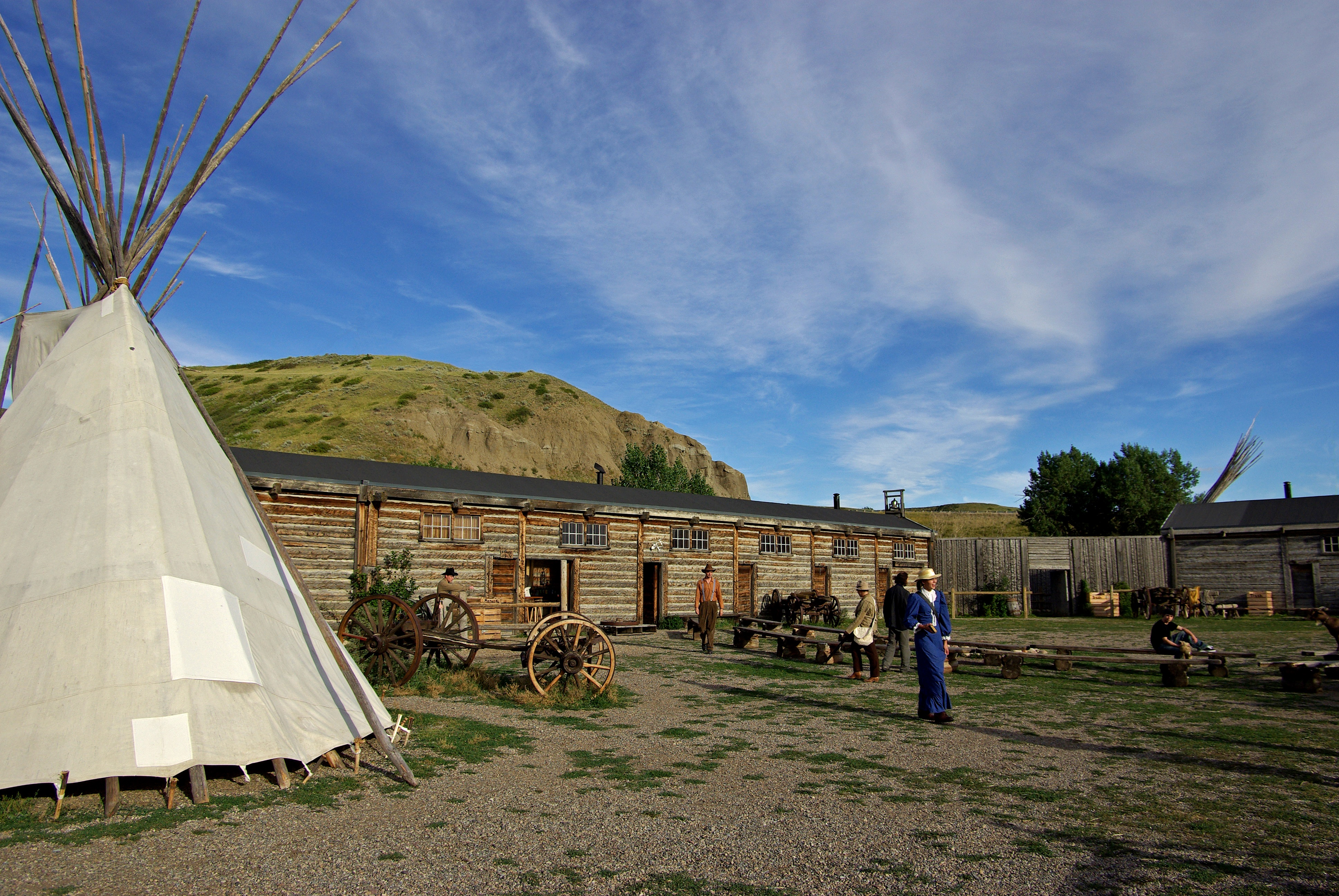
Форт Вуп-Ап — пам'ятка історії (2008)
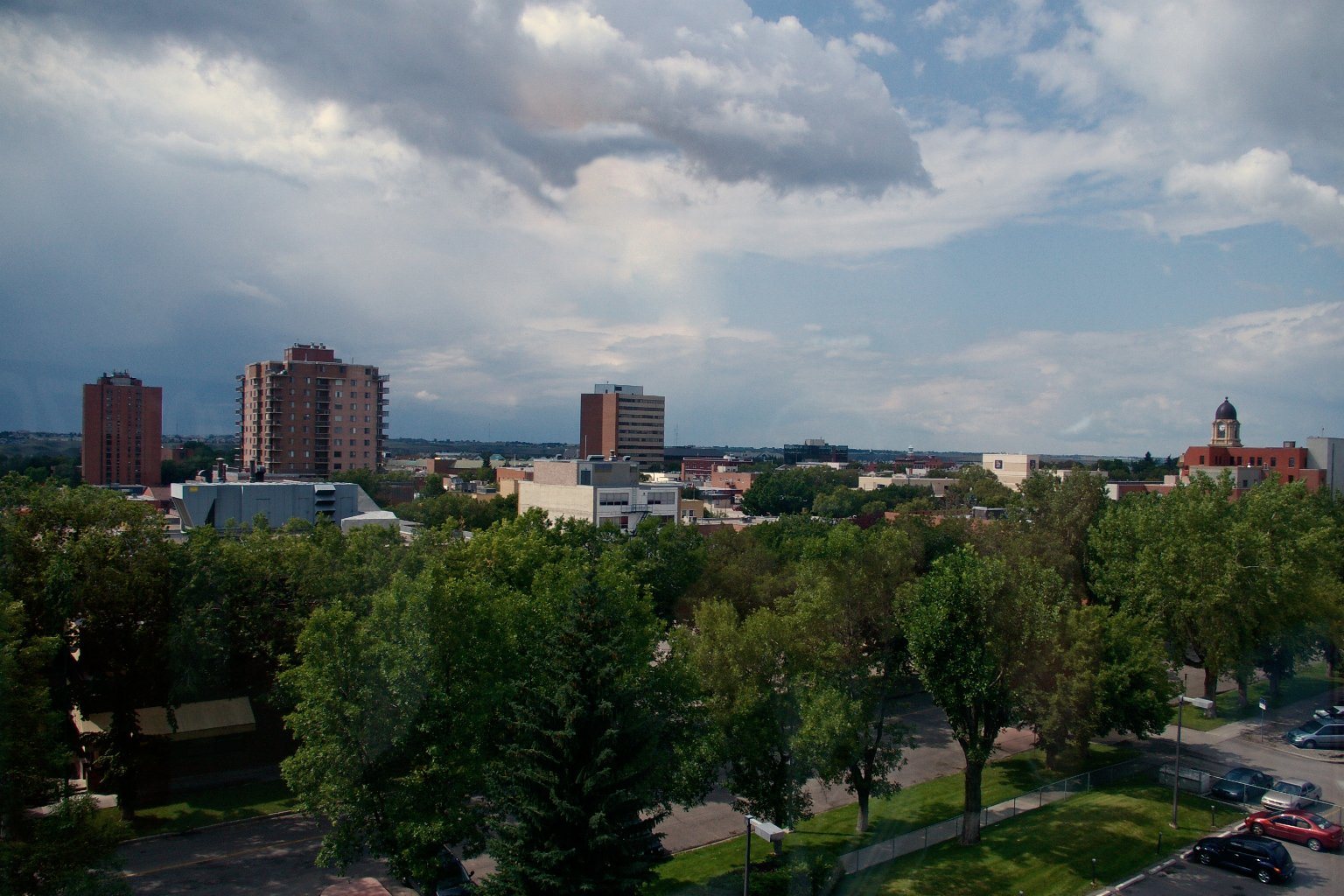
Центр міста (2009)